# Жерар Полен Санфурш
Жерар Полен Санфурш (26 липня 1904, Бербіг'єр — 29 липня 1976, Ла-Реоль) — підполковник ВПС, стійких до FFI, і частина F мережі Hilaire-Buckmaster. Управління спеціальних операцій, під час Другої світової війни.